# Filip Filipov Fratev
| 225232 Kircheva      | 21 luglio 2009   |
| 225238 Hristobotev   | 17 agosto 2009   |
| 236785 Hilendàrski   | 15 agosto 2007   |
| 239203 Simeon        | 27 luglio 2006   |
| 264033 Boris-Mikhail | 26 agosto 2009   |
| 368719 Asparuh       | 25 ottobre 2005  |
| 432361 Rakovski      | 20 novembre 2009 |
| 269548 Fratyu        | 16 novembre 2009 |
| 445308 Volov         | 7 marzo 2010     |

Filip Filipov Fratev (Sofia, 16 aprile 1974) è un astronomo bulgaro.
Laureatosi nel 2001, ha conseguito il dottorato nel 2007 all'Università di Sofia. Ha fondato e diretto l'osservatorio Società Stellare.
Il Minor Planet Center gli accredita la scoperta di ventisei asteroidi, effettuate tra il 2005 e il 2010.